# Paul Morton

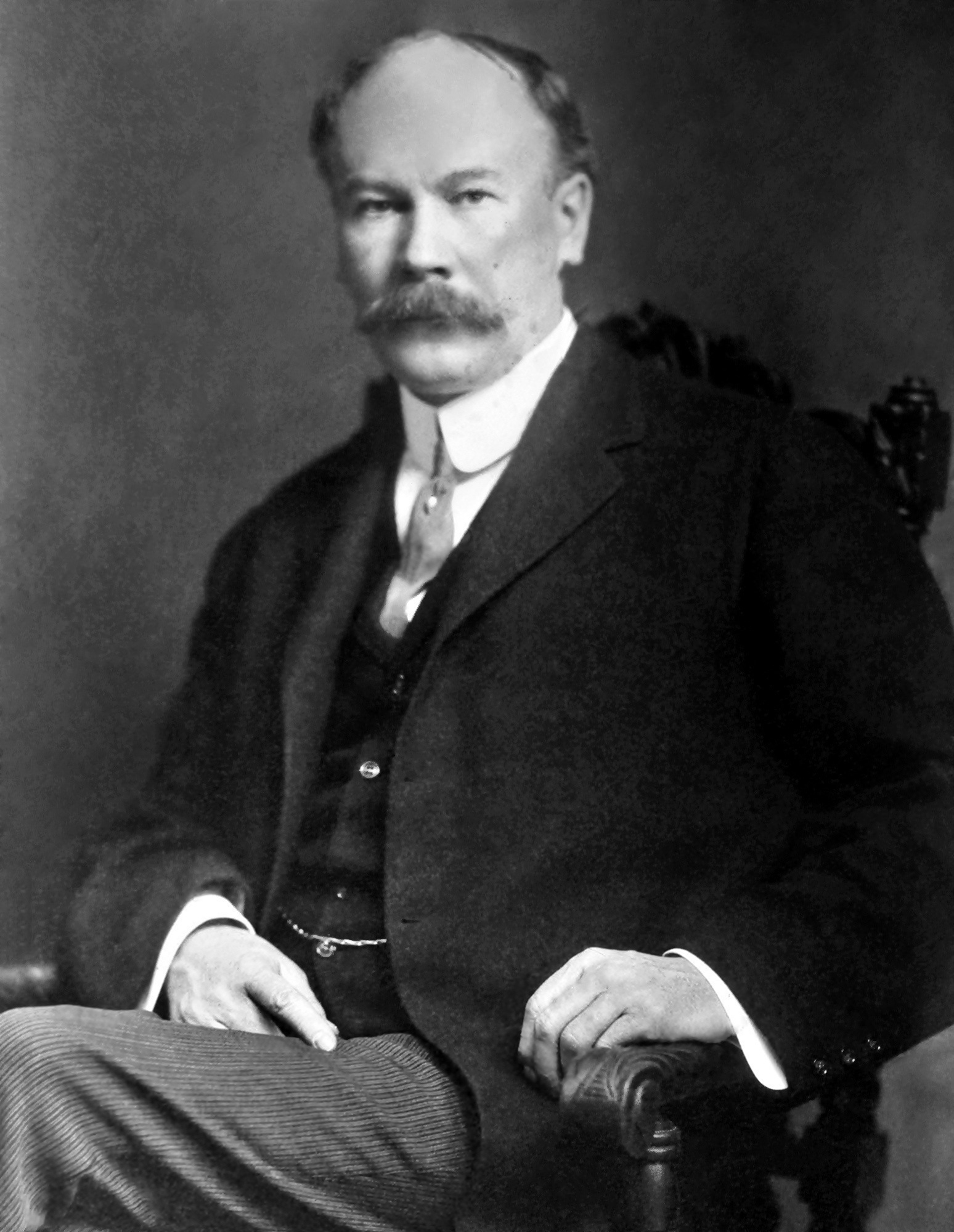
Paul Morton

Paul Morton (* 22. Mai 1857 in Detroit, Michigan; † 19. Februar 1911 in New York City) war ein US-amerikanischer Geschäftsmann und Politiker (Republikanische Partei), der als Marineminister dem Kabinett von US-Präsident Theodore Roosevelt angehörte.

## Leben
Paul Morton wuchs im Nebraska-Territorium auf, wo sein Vater Julius das Amt des Gouverneurs ausübte; später wurde dieser US-Landwirtschaftsminister im Kabinett von Grover Cleveland. Paul Mortons Cousin Levi P. Morton war von 1889 bis 1993 US-Vizepräsident unter Benjamin Harrison.
Nach dem Schulbesuch in Nebraska City ging Morton, nachdem er 18 Jahre alt geworden war, nach Chicago, wo er zunächst für die Chicago, Burlington and Quincy Railroad, eine Eisenbahngesellschaft, als Transportfahrer arbeitete. Später wurde er Präsident einer weiteren Bahngesellschaft, der Atchison, Topeka and Santa Fe Railway.

## Öffentliche Ämter
Politisch betätigte sich Morton zunächst bei der kurzlebigen National Democratic Party, einer Abspaltung des konservativen Flügels der Demokratischen Partei, die auch als Gold Democrats bekannt war. Gegen Ende des 19. Jahrhunderts schloss er sich dann den Republikanern an.
Seine Netzwerkarbeit innerhalb der Partei und seine Verdienste als Geschäftsmann führten schließlich zu seiner Ernennung zum Secretary of the Navy im Juni 1904. Er trat im Kabinett Roosevelt die Nachfolge des ins Justizministerium gewechselten William H. Moody an, obwohl er praktisch kein Vorwissen über Marineangelegenheiten besaß. Am 7. Dezember 1904 wurde seine Berufung durch den Senat bestätigt.
Seine Amtszeit endete recht schnell, nachdem eine überstaatlich operierende Handelskommission das Justizministerium im Februar 1905 beauftragt hatte, Ermittlungen über illegale Handlungen Mortons während seiner Zeit als Vorsitzender der Colorado Fuel & Iron Company anzustellen. Auch von der Atchison, Topeka and Santa Fe Railway hatte er 1 Million Dollar Bestechungsgelder angenommen. Die Untersuchungen führten nicht zur Anklageerhebung, aber dafür zum Rücktritt des Ministers. Er legte sein Amt am 1. Juli 1905 ohne großes Aufsehen nieder und konnte sein Gesicht wahren, indem er später stellvertretender Vorsitzender der nach seinem Vorgänger benannten Moody-Kommission zur Neuorganisation der Navy wurde.
Paul Morton starb unerwartet im Alter von 53 Jahren in New York City.